# Lletra de convit
La Lletra de convit és una carta escrita per mossèn Antoni Maria Alcover dirigida a «tots els amics d'aquesta llengua», segons el títol complet del document, que convida'ls a col·laborar en l'elaboració del Diccionari de la Llengua catalana. Conté els objectius del projecte i instruccions pràctiques per al seu desenvolupament.
Després d'haver concretat el projecte del Diccionari de la Llengua catalana

, Antoni Maria Alcover va publicar el Diccionari de la llengua catalana. Lletra de convit que a tots els amics d'aquesta llengua envia Mn. Antoni Maria Alcover (1901), habitualment abreujada com Lletra de convit. Aquesta carta, dividida en sis capítols i una conclusió, és el punt de partida del que serà el Diccionari català-valencià-balear, que no es donarà per acabat fins al 1962, i aglutina, ordena, informa i sistematitza la voluntat de la comunitat catalana de reivindicar la llengua. És una crida a totes les persones (metges, advocats, filòlegs, eclesiàstics, notaris...) que, sobretot en conseqüència de la Renaixença, estaven interessades en la llengua: ofereix la possibilitat de canalitzar i fer productiu l'amor i interès pel català i tot el que l'envolta.
El diccionari, concebut com una obra magna, exigia molts col·laboradors, de manera que s'havia de convertir en una empresa col·lectiva. Aquesta lletra servirà per donar a conèixer els objectius i raó de ser del diccionari, i esperonar la societat a implicar-s'hi i fer del projecte una realitat. No només del diccionari, sinó d'altres iniciatives varen tenir com a punt de partida la Lletra de L: la publicació de la revista de filologia “Bolletí del diccionari de la llengua catalana” i el I Congrés Internacional de la Llengua Catalana.

## Capítols
- I: “Proposta del pensament” (p. 5-7)

Mossèn Alcover repassa l'estat de la llengua catalana (els treballs fets durant el segle xix) i constata la necessitat de fixar el lèxic (de crear un diccionari científic i complet). Prenent consciència que «si esperam que surta tot sol o que nos venga de l'ayre del cel, esperarem de bades» (Lletra de convit, p.6), resol assumir la responsabilitat de l'empresa i escriure aquesta carta per trobar col·laboradors.
- II: “Que es lo que volem fer” (p. 7)

Explica l'abast que ha de tenir el diccionari: ha de contenir el lèxic de tot el territori de parla catalana, les formes antigues i modernes, les parlades i les escrites, les literàries i les dialectals.
- III: “Manera de realisar el pensament” (p. 7-42)

És el capítol més extens de la carta. Explica com s'ha de compilar el lèxic i proposa el sistema de cèdules (fitxes amb una mida i estructura determinades). De fet, dona instruccions, normes i consells sobre la classificació dels mots per al diccionari (recomana la divisió entre textos escrits i llenguatge vivent, estableix seccions segons la ciència o professió). Inclou mostres de cèdules diverses.
- IV: “Els secretaris” (p. 42-43)

Dona instruccions per als secretaris, la tasca dels quals és rebre les cèdules dels col·laboradors, classificar-les i completar-les. Explicita, també, quins secretaris ha designat Mossèn Alcover a Palma fins al moment.
- V: “Els corresponsals” (p. 43-44)

Aquest capítol està dedicat als corresponsals, representants que el diccionari ha de tenir a les poblacions importants. Han de servir d'enllaç entre l'oficina central i els col·laboradors. També explicita quins corresponsals ja han estat nomenats.
- VI: “Elements amb què contam” (p. 45-46)

S'expliciten, aquí, les eines amb què compta Alcover per a realitzar una obra ambiciosa: la providència, la benedicció dels bisbes de les diòcesis de parla catalana i la joventut. Compta, també, amb la cooperació dels literats de Mallorca, Catalunya, el Rosselló i València.
- VII: “Conclusió” (p. 46)

Antoni Maria Alcover afirma que, perquè és conscient de la magnitud de l'obra, cerca i implora «el concurs, la cooperació de tots els amichs de la llengua». Aquesta conclusió recalca, sobretot, la crida a tots els qui estimen la llengua per col·laborar en l'empresa.